# Sicydium
Sicydium é um género botânico pertencente à família Cucurbitaceae.

## Espécies
| - Sicydium araguense - Sicydium coriaceum - Sicydium davilae - Sicydium daviliae - Sicydium diffusum - Sicydium dussii - Sicydium glabrum - Sicydium gracile | - Sicydium lindheimeri - Sicydium monospermum - Sicydium schiedeanum - Sicydium tamnifolium - Sicydium tenellum - Sicydium tripartitum - Sicydium tuerckheimii |

1. ↑  «Sicydium — World Flora Online». www.worldfloraonline.org. Consultado em 19 de agosto de 2020